# Campionati mondiali di beach volley 2005
Il torneo dei Campionati mondiali di beach volley 2005 si è svolto dal 21 al 26 giugno 2005 a Berlino, in Germania. Si è trattato della quinta edizione ufficiale dell'evento, dopo dieci campionati non ufficiali (1987-1996) tutti svolti a Rio de Janeiro, in Brasile.

## Torneo maschile

### Classifica
| Pos. | Atleti                                           | Testa di serie |
| ---- | ------------------------------------------------ | -------------- |
|      | Márcio Araújo e Fábio Luiz Magalhães (BRA)       | 2              |
|      | Sascha Heyer e Paul Laciga (CHE)                 | 8              |
|      | Julius Brink e Kjell Schneider (DEU)             | 13             |
| 4.   | Marvin Polte e Thorsten Schön (DEU)              | 43             |
| 5.   | Kristjan Kais e Rivo Vesik (EST)                 | 17             |
| 5.   | Francisco Álvarez e Oney Ramírez (CUB)           | 31             |
| 7.   | Martín Conde e José Salema (ARG)                 | 10             |
| 7.   | Phil Dalhausser e Todd Rogers (USA)              | 26             |
| 9.   | Benjamin Insfran e Harley Marques (BRA)          | 4              |
| 9.   | Markus Dieckmann e Jonas Reckermann (DEU)        | 5              |
| 9.   | Roman Arkaev e Dmitri Barsouk (RUS)              | 14             |
| 9.   | Conrad Leinemann e Rich VanHuizen (CAN)          | 28             |
| 13.  | Franco Neto e Tande Ramos (BRA)                  | 3              |
| 13.  | Christoph Dieckmann e Andreas Scheuerpflug (DEU) | 7              |
| 13.  | Iver Horrem e Bard-Inge Pettersen (NOR)          | 18             |
| 13.  | Jake Gibb e Stein Metzger (USA)                  | 38             |
| 17.  | Emanuel Rego e Ricardo Santos (BRA)              | 1              |
| 17.  | Markus Egger e Martin Laciga (CHE)               | 6              |
| 17.  | Patrick Heuscher e Stefan Kobel (CHE)            | 9              |
| 17.  | Jørre Kjemperud e Tarjei Skarlund (NOR)          | 12             |
| 17.  | Dain Blanton e Kevin Wong (USA)                  | 22             |
| 17.  | Emiel Boersma e Richard Kogel (NLD)              | 32             |
| 17.  | Martin Engvik e Kjell Göranson (NOR)             | 34             |
| 17.  | João Brenha e Miguel Maia (PRT)                  | 48             |
| 25.  | Jochem de Gruijter e Gijs Ronnes (NLD)           | 15             |
| 25.  | Nikolas Berger e Clemens Doppler (AUT)           | 19             |
| 25.  | Linyin Xu e Qiang Xu (CHN)                       | 20             |
| 25.  | David Klemperer e Eric Koreng (DEU)              | 21             |
| 25.  | Peter Gartmayer e Robert Nowotny (AUT)           | 27             |
| 25.  | Juan García Thompson e Javier Luna (ESP)         | 35             |
| 25.  | Jason Lochhead e Kirk Pitman (NZL)               | 41             |
| 25.  | Kentaro Asahi e Satoshi Watanabe (JPN)           | 44             |
| 33.  | Andrew Schacht e Josh Slack (AUS)                | 11             |
| 33.  | Pablo Herrera e Raul Mesa (ESP)                  | 16             |
| 33.  | Mariano Baracetti e Pedro Depiaggio (ARG)        | 23             |
| 33.  | Julien Prosser e Brett Richardson (AUS)          | 24             |
| 33.  | John Child e Mark Heese (CAN)                    | 25             |
| 33.  | Ramón Hernández e Raul Papaleo (PRI)             | 29             |
| 33.  | Juan Rossell e Wilfredo Villar (CUB)             | 30             |
| 33.  | Vegard Høidalen e Terje Øvergaard (NOR)          | 33             |
| 33.  | Daniel Krug e Mischa Urbatzka (DEU)              | 36             |
| 33.  | Thomas Kroger e Niklas Rademacher (DEU)          | 37             |
| 33.  | Ahren Cadieux e Miguel Domingo (CAN)             | 39             |
| 33.  | Björn Berg e Robert Svensson (SWE)               | 40             |
| 33.  | Stéphane Canet e Mathieu Hamel (FRA)             | 42             |
| 33.  | Taichi Morikawa e Katsuhiro Shiratori (JPN)      | 45             |
| 33.  | Florian Gosch e Bernhard Strauss (AUT)           | 46             |
| 33.  | Kevin Ces e Julien Dugrip (FRA)                  | 47             |

## Torneo femminile

### Classifica
| Pos. | Atlete                                            | Teste di serie |
| ---- | ------------------------------------------------- | -------------- |
|      | Misty May-Treanor e Kerri Walsh (USA)             | 19             |
|      | Juliana Felisberta e Larissa França (BRA)         | 1              |
|      | Tian Jia e Wang Fei (CHN)                         | 5              |
| 4.   | Dalixia Fernández e Tamara Larrea (CUB)           | 13             |
| 5.   | Shelda Bede e Adriana Behar (BRA)                 | 2              |
| 5.   | Wang Lu e Li Ying (CHN)                           | 26             |
| 7.   | Rachel Wacholder e Elaine Youngs (USA)            | 3              |
| 7.   | Rebekka Kadijk e Merel Mooren (NLD)               | 15             |
| 9.   | Ana Paula Connelly e Leila Barros (BRA)           | 4              |
| 9.   | Stephanie Pohl e Okka Rau (DEU)                   | 6              |
| 9.   | Vassiliki Arvaniti e Vasso Karadassiou (GRC)      | 8              |
| 9.   | Efthalia Koutroumanidou e Maria Tsiartsiani (GRC) | 23             |
| 13.  | Susanne Lahme e Danja Müsch (DEU)                 | 9              |
| 13.  | Simone Kuhn e Lea Schwer (CHE)                    | 11             |
| 13.  | Rieke Brink-Abeler e Hella Jurich (DEU)           | 12             |
| 13.  | Milagros Crespo e Imara Esteves (CUB)             | 13             |
| 17.  | Ágatha Bednarczuk e Sandra Pires (BRA)            | 7              |
| 17.  | Ethel-Julie Arjona e Virginie Kadjo (FRA)         | 16             |
| 17.  | Nila Håkedal e Ingrid Tørlen (NOR)                | 17             |
| 17.  | Sanne Keizer e Marrit Leenstra (NLD)              | 22             |
| 17.  | Marie-Andrée Lessard e Sarah Maxwell (CAN)        | 37             |
| 17.  | Mayra García e Hilda Gaxiola (MEX)                | 41             |
| 17.  | Helke Claasen e Antje Roder (DEU)                 | 47             |
| 17.  | Sara Goller e Laura Ludwig (DEU)                  | 48             |
| 25.  | Daniela Gattelli e Lucilla Perrotta (ITA)         | 10             |
| 25.  | Angela Clarke e Kylie Gerlic (AUS)                | 18             |
| 25.  | Laura Bruschini e Diletta Lunardi (ITA)           | 21             |
| 25.  | Guylaine Dumont e Caroline Fiset (CAN)            | 6              |
| 25.  | Natalie Cook e Summer Lochowicz (AUS)             | 29             |
| 25.  | Tatiana Barerra e Eva Hamzaoui (FRA)              | 6              |
| 25.  | Ines Pianka e Jana Vollmer (DEU)                  | 35             |
| 25.  | Mika Teru Saiki e Ryo Tokuno (DEU)                | 6              |
| 33.  | Lina Yanchulova e Petia Yanchulova (BGR)          | 14             |
| 33.  | Jennifer Boss e Holly McPeak (USA)                | 6              |
| 33.  | Sara Montagnolli e Sabine Swoboda (AUT)           | 24             |
| 33.  | Chiaki Kusuhara e Satoko Urata (JPN)              | 25             |
| 33.  | Hu Xiaoyan e Zhang Xi (CHN)                       | 28             |
| 33.  | Emilia Nyström e Erika Nyström (FIN)              | 30             |
| 33.  | Kathrine Maaseide e Kristine Wiig (NOR)           | 33             |
| 33.  | Nadia Erni e Karin Trussel (CHE)                  | 34             |
| 33.  | Annie Martin e Marie-Christine Pruneau (CAN)      | 36             |
| 33.  | Nadia Campisi e Clara Lozano (ESP)                | 39             |
| 33.  | Ester Alcón e Olena Zalubovskaya (ESP)            | 40             |
| 33.  | Chrisi Gschweidl e Barbara Hansel (AUT)           | 42             |
| 33.  | Julia Mandana e Catalina Pol (ESP)                | 43             |
| 33.  | Doris Schwaiger e Stefanie Schwaiger (AUT)        | 44             |
| 33.  | Nicoletta Luciani e Annamaria Solazzi (ITA)       | 45             |
| 33.  | Eiko Koizumi e Shinako Tanaka (JPN)               | 46             |